# Guiatge
El Guiatge, format pel que s'anomenen noies guies o noies escoltes, és un moviment paral·lel a l'escoltisme. Quan, el 1907, Robert Baden-Powell fundà l'escoltisme, estava pensat només per nois. A principis de 1909, algunes noies volgueren incorporar-se als grups de nois. Baden-Powell rebutjà les seves peticions i demanà a la seva dona Olave Baden-Powell de crear un moviment per a les noies.
Els primers programes per a les noies Guies incloïen l'economia, la nutrició, la cuina i infermeria, a més de l'acampada, la navegació i la pràctica de nusos i de senyals. Avui en dia, la línia pedagògica dels escoltes i de les guies ja presenta poques diferències.
Al llarg dels anys, la majoria d'organitzacions escoltes varen apostar per la coeducació, però el Guiatge va romandre separat a molts països per practicar una educació centrada en les noies. Internacionalment és governada per World Association of Girl Guides and Girl Scouts que té organitzacions membres a 144 estats. El símbol internacional usat pel guiatge és un trèvol de tres fulles.

## Història
El tinent general Robert Baden-Powell va ser un soldat britànic durant la Segona Guerra Anglo-Boer a Sud-àfrica (1899-1902). Va ser el comandant durant el setge de Mafeking, i va observar durant el setge com els joves es feien útils portant missatges per als soldats. Quan va tornar a casa, va decidir posar en pràctica les seves idees d'escoltisme per veure si funcionaven amb els joves, i va portar 21 nois de campament a l'illa de Brownsea, a prop de Poole, a Dorset, l'1 d'agost del 1907. El campament va ser un èxit, i posteriorment Baden-Powell va escriure el llibre Escoltisme per a nois. El llibre cobria temes com el rastreig, la senyalització i la cuina, i esbossava un mètode escolta per a una "instrucció en bona ciutadania". Aviat els nois van començar a organitzar-se en Patrulles i Tropes i a dir-se "Boy Scouts". Les noies també van comprar el llibre i es van formar en Patrulles de Nenes Escoltes, mentre que algunes noies i nois van formar Patrulles mixtes.

El trèvol de tres fulles, el símbol del guiatge.

En aquells dies, que les nenes acampessin i fossin d'excursió no era un fet comú, com ho demostra aquest extracte de la Gaseta de la Seu dels Boy Scouts de 1909: "Si a una nena no se li permet córrer, ni tan sols afanyar-se, nedar, anar amb bicicleta o aixecar els braços per sobre del cap, com pot arribar a ser una Scout?". No obstant això, les Girl Scouts estaven registrades a la Seu dels Scouts.
El 1909 hi va haver una concentració de Boy Scouts al Crystal Palace de Londres. Entre els milers de Nois Escoltes que van assistir a la reunió hi havia diversos centenars de Noies Escoltes, incloent-hi un grup de nenes de Peckham Rye que no tenien butlletes. Li van demanar a Baden-Powell que les deixés participar. Després de la publicitat negativa de la revista The Spectator, Baden-Powell va decidir que el millor seria una organització separada i d'un sol sexe. Baden-Powell va demanar a la seva germana, Agnes Baden-Powell, que formés una organització de Guies separada. El 1910 es va formar l'organització de Guies al Regne Unit.
La primera companyia de Guies que es va registrar va ser la primera de les Guies de Pinkneys Green (de la pròpia Sra. Baden-Powell), que encara existeix a Pinkneys Green, Maidenhead, Berkshire. Molts grups de Noies Guies i Noies Scouts de tot el món, encara que no tots, tenen les seves arrels en aquest punt.
Baden-Powell va triar el nom de "Guies" a partir d'un regiment de l'exèrcit indi britànic, el Cos de Guies, que servia a la Frontera del Nord-oest i que destacava per les seves habilitats en el rastreig i la supervivència. En alguns països, les noies van preferir quedar-se o anomenar-se "Girl Scouts".
Altres dones influents en la història del moviment van ser Juliette Gordon Low, fundadora de les Girl Scouts of the USA, Olga Drahonowska-Małkowska a Polònia i Antoinette Butte a França.